# Irena Eliášová
Irena Eliášová (* 3. května 1953 Nová Dedina, Slovensko) je romská spisovatelka, žijící v severočeské Mimoni.

## Život
Narodila se roku 1953 v romské osadě na jihozápadě Slovenska, její rodina se v 60. letech 20. století přestěhovala do severočeské Chrastavy. Po absolvování základní školní docházky se živila jako šička. Je členkou Obce spisovatelů (od roku 2008). Je vdaná a má tři děti. V současnosti je již v penzi.

## Dílo
Je autorkou prozaických děl, mezi které náleží např. Naše osada (2008) – smutné, veselé i tajemné příběhy Romů, povídka Listopad (Kher, 2013), novela Sluce zapadá už ráno (v romštině) či historický román Oheň přestal plápolat, pojednávající o historii Romů. V jejích dílech rezonují vzpomínky na dětství prožité v romské osadě.
Píše do romského časopisu Kereka, do Libereckého deníku, do časopisu Kalmanach a do časopisu Světlík.

### Knižní vydání
- Naše osada (Smutné, veselé i tajemné příběhy Romů, Liberec, Krajská vědecká knihovna v Liberci, 2008)
- Slunce zapadá už ráno (sborník současné ženské romské prózy – Irena Eliášová, Jana Hejkrlíková, Iveta Kokyová, Eva Danišová ; překlad Ireny Eliášové z romštiny Karolína Ryvolová, Praha, Knihovny Václava Havla, o.p.s., 2014)
- Chci se vrátit do pohádky (ilustroval Marek Štěpán, Liberec, Krajská vědecká knihovna v Liberci, 2015)
- Oheň přestal plápolat. LAMPA, z.s., Mimoň 2019. ISBN 978-80-270-5686-6